# Protestos no Paraguai em 2017
Os Protestos no Paraguai em 2017 foram uma série de manifestações ocorridas no país que teve início em 31 de março. Durante os protestos, o Congresso foi incendiado por manifestantes. As manifestações ocorreram após 25 senadores aprovarem uma emenda constitucional que permitiria ao atual presidente do país, Horacio Cartes, concorrer à reeleição em 2018, possibilidade vedada atualmente pela Constituição paraguaia. A emenda foi descrita pela oposição como "um golpe".
Vários políticos e jornalistas, bem como a polícia e manifestantes, foram feridos, incluindo o deputado da oposição Edgar Acosta, que teve de ser submetido a cirurgia após ser atingido por vários disparos de bala de borracha no rosto, informou o jornal paraguaio ABC Color. O líder da Juventude Liberal, Rodrigo Quintana, foi morto após ser baleado em uma invasão policial à sede do Partido Liberal Radical Autêntico, em Assunção.

## Antecedentes
A Constituição de 1992 limita o Presidente do Paraguai a um único mandato de cinco anos. A emenda proposta permitiria que os presidentes e vice-presidentes do país pudessem concorrer a um segundo mandato, de forma contínua ou alternada. Em agosto de 2016, o Parlamento Paraguaio já havia recusado uma proposta similar para permitir a reeleição.